# The Salsoul Orchestra
The Salsoul Orchestra war ein 1974 in New York gegründetes US-amerikanisches Disco-Orchester, das auf dem Höhepunkt der Musikrichtung Ende der 1970er zahlreiche Erfolge feiern konnte. Bis zu seiner Auflösung 1982 begleitete es außerdem zahlreiche Disco-Künstler im Studio.

## Karriere
Das Ensemble wurde 1974 von dem Arrangeur, Komponisten und Musiker Vincent Montana, Jr. gegründet. Zuvor war er Mitglied bei MFSB gewesen, ein Zusammenschluss mehrerer Studiomusiker, die zunächst zahlreiche Philly-Soul-Musiker begleiteten und später erfolgreich eigene Alben veröffentlichten. Einige Musiker dieser Gruppe folgten Montana, Jr. nach New York, um im Salsoul Orchestra zu spielen. Die Big Band verband fortan Elemente aus Philly Soul, Funk und klassischer Disco-Musik, im Gegensatz zu MFSB mit zusätzlichen Latin-Elementen. Für Salsoul Records nahm das Orchester ab 1975 bis Anfang der 1980er Jahre fast ein dutzend Studioalben auf. Außerdem fungierten die zeitweise bis zu 50 Musiker als Studio-Begleitung für zahllose Künstler des Plattenlabels.
Die Gruppe feierte auf Anhieb große Erfolge: Das Debüt The Salsoul Orchestra platzierte sich 1975 auf Platz 14 in den USA, etliche Songs rangierten außerdem hoch in den Disco-Charts. Besonders erfolgreich waren Salsoul Hustle und die Coverversion eines alten Jimmy-Dorsey-Hits, Tangerine, denen auch gute Notierungen in den Pop- und R&B-Hitlisten gelangen. Die Nachfolge-LP Nice ’n’ Naasty konnte den Erfolg in etwa wiederholen. Das „amüsante“ Weihnachtsalbum Christmas Jollies deutete laut Allmusic an, dass das Orchester eine Vorliebe für den wachsenden Trend der Disco-Novelty-Aufnahmen hatte. Nachfolgende Werke wie Cuchi-Cuchi (1977), mit Charo als Leadsängerin, Up the Yellow Brick Road (1978) mit Musical-Songs und ein zweites Weihnachtsalbum (Christmas Jollies II, 1981) setzten diesen Weg konsequent fort. Dem gegenüber stehen „ernsthaftere“ Alben wie Magic Journey mit großen Hits wie Run Away, der von Loleatta Holloway gesungen wurde.
The Salsoul Orchestra löste sich 1982 auf. Noch Anfang 1983 stand die Single Ooh, I Love It (Love Break) als letzter Hit des Ensembles in den amerikanischen Disco-Charts. In den 1990er Jahren wurden die meisten Studiowerke des Salsoul Orchestras auf CD wiederveröffentlicht, diverse Kompilationen folgten. 1997 wurde Run Away von dem Projekt Nuyorican Soul und der Sängerin India neu aufgenommen und erreichte diesmal Platz eins der Disco-Charts.
Vincent Montana Jr. verstarb am 13. April 2013.

## Diskografie

### Alben
| Jahr | Titel                    | Höchstplatzierung, Gesamtwochen, AuszeichnungChartplatzierungen (Jahr, Titel, Platzierungen, Wochen, Auszeichnungen, Anmerkungen) | Höchstplatzierung, Gesamtwochen, AuszeichnungChartplatzierungen (Jahr, Titel, Platzierungen, Wochen, Auszeichnungen, Anmerkungen) | Anmerkungen                                   |
| Jahr | Titel                    | US | R&B | Anmerkungen                                   |
| ---- | ------------------------ | --- | --- | --------------------------------------------- |
| 1975 | Salsoul Orchestra        | US14 (45 Wo.)US | R&B20 (20 Wo.)R&B | Erstveröffentlichung: November 1975           |
| 1976 | Nice ’n’ Naasty          | US61 (14 Wo.)US | R&B12 (11 Wo.)R&B | Erstveröffentlichung: Oktober 1976            |
| 1977 | Christmas Jollies        | US83 (6 Wo.)US | R&B38 (4 Wo.)R&B | Erstveröffentlichung: November 1976           |
| 1977 | Magic Journey            | US61 (20 Wo.)US | R&B51 (5 Wo.)R&B | Erstveröffentlichung: Juni 1977               |
| 1977 | Cuchi-Cuchi              | US100 (15 Wo.)US | — | Erstveröffentlichung: November 1977 mit Charo |
| 1978 | Up the Yellow Brick Road | US117 (8 Wo.)US | R&B52 (3 Wo.)R&B | Erstveröffentlichung: März 1978               |
| 1982 | Christmas Jollies II     | US170 (5 Wo.)US | — | Erstveröffentlichung: Dezember 1981           |

Weitere Alben
- 1978: How Deep Is Your Love
- 1978: How High?
- 1979: Street Sense
- 1982: Heat It Up
- 2005: Swingin’ with Santa
- 2005: Salsoul

### Kompilationen
| Jahr | Titel                                            | Höchstplatzierung, Gesamtwochen, AuszeichnungChartplatzierungen (Jahr, Titel, Platzierungen, Wochen, Auszeichnungen, Anmerkungen) | Höchstplatzierung, Gesamtwochen, AuszeichnungChartplatzierungen (Jahr, Titel, Platzierungen, Wochen, Auszeichnungen, Anmerkungen) | Anmerkungen                          |
| Jahr | Titel                                            | US | R&B | Anmerkungen                          |
| ---- | ------------------------------------------------ | --- | --- | ------------------------------------ |
| 1978 | Greatest Disco Hits – Music for Non-Stop Dancing | US97 (13 Wo.)US | — | Erstveröffentlichung: September 1978 |

Weitere Kompilationen
- 1994: Anthology Volume 1
- 1994: Anthology Volume 2
- 1997: The Best Of
- 1999: The Best of the Salsoul Orchestra
- 2003: Sound of Salsoul: Best of the Salsoul Orchestra
- 2003: Greatest Hits
- 2004: Heat It Up
- 2005: The Anthology
- 2005: Greatest Disco Hits
- 2015: The Salsoul Orchestra Story: 40th Anniversary Collection (3 CDs)

### Singles
| Jahr | Titel Album                                                             | Höchstplatzierung, Gesamtwochen, AuszeichnungChartplatzierungen (Jahr, Titel, Album, Platzierungen, Wochen, Auszeichnungen, Anmerkungen) | Höchstplatzierung, Gesamtwochen, AuszeichnungChartplatzierungen (Jahr, Titel, Album, Platzierungen, Wochen, Auszeichnungen, Anmerkungen) | Höchstplatzierung, Gesamtwochen, AuszeichnungChartplatzierungen (Jahr, Titel, Album, Platzierungen, Wochen, Auszeichnungen, Anmerkungen) | Höchstplatzierung, Gesamtwochen, AuszeichnungChartplatzierungen (Jahr, Titel, Album, Platzierungen, Wochen, Auszeichnungen, Anmerkungen) | Anmerkungen | [↑]: gemeinsam behandelt mit vorhergehendem Eintrag; [←]: in beiden Charts platziert |
| Jahr | Titel Album                                                             | UK | US | R&B | Dance | Anmerkungen |                                                                                      |
| ---- | ----------------------------------------------------------------------- | --- | --- | --- | --- | --- | ------------------------------------------------------------------------------------ |
| 1975 | Salsoul Hustle Salsoul Orchestra                                        | — | US76 (6 Wo.)US | R&B44 (9 Wo.)R&B | Dance4 (16 Wo.)Dance | Erstveröffentlichung: August 1975 Autor: Vincent Montana Jr. |                                                                                      |
| 1975 | Salsoul Rainbow Salsoul Orchestra                                       | — | — | —[Dance: ↑] | Dance4 (16 Wo.)Dance | Erstveröffentlichung: November 1975 Autor: Vincent Montana Jr. |                                                                                      |
| 1975 | Chicago Bus Stop (Ooh, I Love It) Salsoul Orchestra                     | — | — | —[Dance: ↑] | Dance4 (16 Wo.)Dance | Erstveröffentlichung: November 1975 Autor: Vincent Montana Jr. |                                                                                      |
| 1976 | You’re Just the Right Size Salsoul Orchestra                            | — | US88 (5 Wo.)US | R&B76 (5 Wo.)R&B[Dance: ↑] | Dance4 (16 Wo.)Dance | Erstveröffentlichung: Mai 1976 Autor: Vincent Montana Jr. |                                                                                      |
| 1976 | Tangerine Salsoul Orchestra                                             | — | US18 (13 Wo.)US | R&B36 (11 Wo.)R&B | Dance6 (8 Wo.)Dance | Erstveröffentlichung: Januar 1976 Autoren: Johnny Mercer, Victor Schertzinger Original: Bob Eberly und Helen O’Connell mit Jimmy Dorsey and His Orchestra, 1942                                              |                                                                                      |
| 1976 | Nice ’n’ Naasty                                                         | — | US30 (14 Wo.)US | R&B20 (14 Wo.)R&B | Dance3 (14 Wo.)Dance | Erstveröffentlichung: August 1976 Autor: Vincent Montana Jr. |                                                                                      |
| 1976 | Salsoul 3001 Nice ’n’ Naasty                                            | — | — | —[Dance: ↑] | Dance3 (14 Wo.)Dance | Erstveröffentlichung: 1976 Autor: Vincent Montana Jr. |                                                                                      |
| 1976 | Don’t Beat Around the Bush Nice ’n’ Naasty                              | — | — | —[Dance: ↑] | Dance3 (14 Wo.)Dance | Erstveröffentlichung: 1976 Autor: Vincent Montana Jr. |                                                                                      |
| 1976 | Good for the Soul Nice ’n’ Naasty                                       | — | — | —[Dance: ↑] | Dance3 (14 Wo.)Dance | Erstveröffentlichung: 1976 Autor: Vincent Montana Jr. |                                                                                      |
| 1977 | Ritzy Mambo Nice ’n’ Naasty                                             | — | US99 (1 Wo.)US | — | — | Erstveröffentlichung: Februar 1977 Autor: Vincent Montana Jr. |                                                                                      |
| 1977 | Magic Bird of Fire Magic Journey                                        | — | — | — | Dance3 (20 Wo.)Dance | Erstveröffentlichung: 1977; Discoadaption von Strawinskis Der Feuervogel Autoren: Igor Stravinsky, Vincent Montana Jr.                                                                                       |                                                                                      |
| 1977 | Getaway Magic Journey                                                   | — | — | R&B33 (11 Wo.)R&B[Dance: ↑] | Dance3 (20 Wo.)Dance | Erstveröffentlichung: Juni 1977 Autoren: Bernard Taylor, Peter Corbelenky Original: Earth, Wind and Fire, 1976                                                                                               |                                                                                      |
| 1977 | Run Away Magic Journey                                                  | — | — | R&B84 (6 Wo.)R&B[Dance: ↑] | Dance3 (20 Wo.)Dance | Erstveröffentlichung: Oktober 1977; feat. Loleatta Holloway Autoren: Janice Gugliuzza, Ronnie James, Vincent Montana Jr.                                                                                     |                                                                                      |
| 1978 | Dance a Little Bit Closer Cuchi-Cuchi                                   | UK44 (4 Wo.)UK | — | — | Dance18 (13 Wo.)Dance | Erstveröffentlichung: März 1978; mit Charo Autor: Vincent Montana, Jr. |                                                                                      |
| 1978 | West Side Encounter – West Side Story (Medley) Up the Yellow Brick Road | — | — | R&B68 (5 Wo.)R&B | Dance13 (11 Wo.)Dance | Erstveröffentlichung: April 1978; Discoversion des Liedes aus dem Musical West Side Story Autoren: Leonard Bernstein, Stephen Sondheim                                                                       |                                                                                      |
| 1978 | Ease On Down the Road Up the Yellow Brick Road                          | — | — | —[Dance: ↑] | Dance13 (11 Wo.)Dance | Erstveröffentlichung: 1978 Autor: Charles Smalls Original: The Hues Corporation, 1974 |                                                                                      |
| 1978 | Fiddler on the Roof (Medley) Up the Yellow Brick Road                   | — | — | —[Dance: ↑] | Dance13 (11 Wo.)Dance | Erstveröffentlichung: 1978; Der Fiedler auf dem Dach aus dem Musical Anatevka Autor: Jerry Bock Original: Zero Mostel, Maria Karnilova, Beatrice Arthur, Michael Granger, Leonard Frey und Paul Lipson, 1964 |                                                                                      |
| 1979 | Street Sense / 212 North 12th Street Sense                              | — | — | — | Dance40 (11 Wo.)Dance | Erstveröffentlichung: 1979 Autoren: Thor Baldursson, Tom Moulton |                                                                                      |
| 1979 | How High?                                                               | — | — | R&B66 (7 Wo.)R&B | Dance21 (19 Wo.)Dance | Erstveröffentlichung: Oktober 1979; feat. Cognac Autoren: Colin Jennings, Steve O’Donnell |                                                                                      |
| 1982 | Take Some Time Out (For Love) Heat It Up                                | — | — | R&B52 (12 Wo.)R&B | Dance46 (9 Wo.)Dance | Erstveröffentlichung: Mai 1982; feat. Jocelyn Brown Autor: Stan Lucas |                                                                                      |
| 1982 | Seconds Heat It Up                                                      | — | — | — | Dance22 (11 Wo.)Dance | Erstveröffentlichung: 1982; feat. Loleatta Holloway; Mix: Shep Pettibone Autoren: Ron Kersey, Sam Dees |                                                                                      |
| 1983 | Ooh, I Love It (Love Break) –                                           | UK83 (2 Wo.)UK | — | — | Dance19 (10 Wo.)Dance | Erstveröffentlichung: Februar 1983 Autor: Vincent Montana, Jr. |                                                                                      |

Weitere Singles
- 1975: I Just Can’t Give You Up (Floyd Smith mit The Salsoul Orchestra)
- 1976: Chicago Bus Stop (Ooh, I Love It)
- 1976: It Don’t Have to Be Funky (To Be a Groove)
- 1976: Little Drummer Boy
- 1976: We Wish You a Merry Christmas
- 1976: Christmas Medley
- 1977: Borriquito (mit Charo)
- 1977: Short Shorts
- 1977: Dance a Little Bit Closer
- 1978: Sgt Pepper’s Lonely Hearts Club Band
- 1978: Catch Me on the Rebound (mit Loleatta Holloway)
- 1978: Magic Journey
- 1979: Sun After the Rain
- 1979: Somebody to Love
- 1981: Deck the Halls

## Auszeichnungen für Musikverkäufe
| Platin-Schallplatte - Kanada - 1978: für das Album Christmas Jollies |

| Land/RegionAuszeichnungen für Musikverkäufe (Land/Region, Auszeichnungen, Verkäufe, Quellen) | Gold | Platin  | Verkäufe | Quellen         |
| -------------------------------------------------------------------------------------------- | ---- | ------- | -------- | --------------- |
| Kanada (MC)                                                                                  | —    | Platin1 | 100.000  | musiccanada.com |
| Insgesamt                                                                                    | —    | Platin1 |          |                 |